# FF Giza
FF Giza var en færøsk fodboldklub, der blev stiftet den 1. januar 1968 under  navnet Nólsoyar Ítróttarfelag (NÍF). Klubben spillede sine hjemmekampe på Argir Stadion.
Klubben tog navnet FF Giza den 1. januar 2010. I 2012 fusionerede den med FC Hoyvík og hedder nu Giza/Hoyvík.